# Polymona
Polymona is een geslacht van vlinders van de familie spinneruilen (Erebidae), uit de onderfamilie Lymantriinae.

## Soorten
- P. inaffinis Hering, 1926
- P. rubescens Rebel, 1948
- P. rufifemur Walker, 1855